# Lista över de vanligaste hundnamnen i Sverige
Hundnamn är tilltalsnamn som ägare ger sina hundar. De finns väldigt många namn och trenderna skiftar från år till år. Kändisar och annat som varit populärt ett speciellt år kan visa sig i fler hundar döpta efter en kändis. "Ozzy" är ett bra exempel på detta. 
Varje år så samlar jordbruksverket in statistik på alla registrerade hundar och släpper listor på de populäraste hundraserna, hundnamnen och mycket mer. 

## Vanligaste hundnamnen 2022
Här är de tjugofem vanligaste hundnamnen i Sverige, året 2022
| Hundnamn | Antal hundar |
| Molly    | 8947 hundar  |
| Bella    | 7563 hundar  |
| Charlie  | 6066 hundar  |
| Doris    | 5470 hundar  |
| Sally    | 5054 hundar  |
| Sigge    | 4999 hundar  |
| Ludde    | 4883 hundar  |
| Bosse    | 4488 hundar  |
| Elsa     | 4277 hundar  |
| Stella   | 4144 hundar  |
| Bamse    | 4044 hundar  |
| Luna     | 4038 hundar  |
| Alice    | 3951 hundar  |
| Wilma    | 3892 hundar  |
| Selma    | 3791 hundar  |
| Milo     | 3783 hundar  |
| Ronja    | 3614 hundar  |
| Harry    | 3523 hundar  |
| Rocky    | 3521 hundar  |
| Nova     | 3469 hundar  |
| Leo      | 3287 hundar  |
| Max      | 3263 hundar  |
| Freja    | 3238 hundar  |
| Ozzy     | 3221 hundar  |
| Maja     | 3206 hundar  |

## Vanligaste hundnamnen 2021
Här är de tjugofem vanligaste hundnamnen i Sverige, året 2021
| Hundnamn | Antal hundar |
| Molly    | 8667 hundar  |
| Bella    | 7166 hundar  |
| Charlie  | 5684 hundar  |
| Doris    | 5079 hundar  |
| Sigge    | 4731 hundar  |
| Ludde    | 4722 hundar  |
| Sally    | 4672 hundar  |
| Bosse    | 3998 hundar  |
| Elsa     | 3993 hundar  |
| Wilma    | 3892 hundar  |
| Bamse    | 3884 hundar  |
| Stella   | 3856 hundar  |
| Alice    | 3821 hundar  |
| Ronja    | 3552 hundar  |
| Selma    | 3544 hundar  |
| Luna     | 3444 hundar  |
| Rocky    | 3410 hundar  |
| Nova     | 3372 hundar  |
| Milo     | 3284 hundar  |
| Harry    | 3186 hundar  |
| Leo      | 3112 hundar  |
| Ozzy     | 3065 hundar  |
| Maja     | 3058 hundar  |
| Freja    | 3045 hundar  |
| Max      | 3038 hundar  |

## Vanligaste hundnamnen 2020
Här är de tjugofem vanligaste hundnamnen i Sverige, året 2021
| Hundnamn | Antal hundar |
| Molly    | 8324 hundar  |
| Bella    | 6673 hundar  |
| Charlie  | 5232 hundar  |
| Doris    | 4589 hundar  |
| Ludde    | 4480 hundar  |
| Sigge    | 4383 hundar  |
| Sally    | 4281 hundar  |
| Wilma    | 3848 hundar  |
| Bamse    | 3747 hundar  |
| Elsa     | 3673 hundar  |
| Alice    | 3670 hundar  |
| Stella   | 3528 hundar  |
| Bosse    | 3472 hundar  |
| Ronja    | 3453 hundar  |
| Selma    | 3284 hundar  |
| Rocky    | 3245 hundar  |
| Nova     | 3230 hundar  |
| Ozzy     | 2913 hundar  |
| Leo      | 2905 hundar  |
| Maja     | 2854 hundar  |
| Luna     | 2823 hundar  |
| Freja    | 2814 hundar  |
| Max      | 2809 hundar  |
| Milo     | 2800 hundar  |
| Hugo     | 2796 hundar  |

## Vanligaste hundnamnen 2019
Här är de tjugofem vanligaste hundnamnen i Sverige, året 2019
| Hundnamn | Antal hundar |
| Molly    | 8052 hundar  |
| Bella    | 6287 hundar  |
| Charlie  | 4875 hundar  |
| Ludde    | 4345 hundar  |
| Doris    | 4189 hundar  |
| Sigge    | 4061 hundar  |
| Sally    | 3880 hundar  |
| Wilma    | 3824 hundar  |
| Bamse    | 3667 hundar  |
| Alice    | 3554 hundar  |
| Elsa     | 3413 hundar  |
| Ronja    | 3400 hundar  |
| Stella   | 3249 hundar  |
| Rocky    | 3197 hundar  |
| Nova     | 3095 hundar  |
| Selma    | 3067 hundar  |
| Bosse    | 3012 hundar  |
| Ozzy     | 2780 hundar  |
| Maja     | 2699 hundar  |
| Leo      | 2676 hundar  |
| Hugo     | 2668 hundar  |
| Freja    | 2650 hundar  |
| Max      | 2620 hundar  |
| Zorro    | 2571 hundar  |
| Milo     | 2431 hundar  |

## Vanligaste hundnamnen 2018
Här är de tjugofem vanligaste hundnamnen i Sverige, året 2018
| Hundnamn | Antal hundar |
| Molly    | 7876 hundar  |
| Bella    | 5979 hundar  |
| Charlie  | 4550 hundar  |
| Ludde    | 4234 hundar  |
| Doris    | 3876 hundar  |
| Sigge    | 3851 hundar  |
| Wilma    | 3838 hundar  |
| Bamse    | 3608 hundar  |
| Sally    | 3587 hundar  |
| Alice    | 3483 hundar  |
| Ronja    | 3384 hundar  |
| Elsa     | 3193 hundar  |
| Rocky    | 3125 hundar  |
| Stella   | 3013 hundar  |
| Nova     | 2973 hundar  |
| Selma    | 2920 hundar  |
| Bosse    | 2676 hundar  |
| Ozzy     | 2670 hundar  |
| Maja     | 2585 hundar  |
| Hugo     | 2569 hundar  |
| Leo      | 2529 hundar  |
| Zorro    | 2520 hundar  |
| Freja    | 2501 hundar  |
| Max      | 2471 hundar  |
| Elvis    | 2323 hundar  |
| Max      | 2471 hundar  |
| Elvis    | 2323 hundar  |

## Fotnoter
1. ↑  ”Jordbruksverket”. https://jordbruksverket.se/e-tjanster-databaser-och-appar/e-tjanster-och-databaser-djur/hundregistret/statistik-ur-hundregistret. Läst 30 november 2023.